# Dominik Ślęzak
Dominik Antoni Ślęzak (ur. 24 listopada 1972) – polski informatyk, profesor nauk inżynieryczno-technicznych. Specjalizuje się w sztucznej inteligencji, bazach danych, eksploracji danych oraz teorii zbiorów przybliżonych. Profesor nadzwyczajny Instytutu Informatyki Wydziału Matematyki, Informatyki i Mechaniki Uniwersytetu Warszawskiego.

## Życiorys

### Dzieciństwo i wykształcenie
Urodził się w Warszawie jako syn Barbary Sochal i Antoniego Ślęzaka. Uczęszczał do Szkoły Podstawowej nr 173 im. Leopolda Staffa i XLVIII Liceum Ogólnokształcącego im. Edwarda Dembowskiego w Warszawie. Studia matematyczne ukończył na Uniwersytecie Warszawskim w 1996. Stopień doktorski uzyskał na UW w 2002 na podstawie pracy pt. Przybliżone redukty decyzyjne, przygotowanej pod kierunkiem Andrzeja Skowrona. Habilitował się w dziedzinie nauk technicznych (dyscyplina informatyka) w Instytucie Podstaw Informatyki PAN w 2011. W 2020 otrzymał tytuł profesora nauk inżynieryjno-technicznych.

### Praca naukowa i akademicka
Poza UW pracował naukowo w latach 1995-2003 w Polsko-Japońskiej Wyższej Szkole Technik Komputerowych (od 2014 Polsko-Japońska Akademia Technik Komputerowych). W latach 1996–2000 pracował jako naukowiec wizytujący (ang. visiting scholar) w University of Saitama (Japonia), Universite des Alpes w Grenoble (Francja) oraz University of Regina (Kanada). W okresie 2003–2006 pracował także jako adiunkt (ang. tenure-track assistant professor) na University of Regina. W latach 2006–2009 był profesorem wizytującym (ang. adjunct professor) na trzech uniwersytetach w Kanadzie: University of Regina, York University i McMaster University.
W latach 2012–2014 pełnił funkcję przewodniczącego International Rough Set Society. Od 2018 jest wiceprezesem PSSI (Polskie Stowarzyszenie Sztucznej Inteligencji). Członek Komitetu Informatyki PAN. Od 2014 jest członkiem IEEE Technical Committee on Intelligent Informatics. Należy także do Polskiego Towarzystwa Informatycznego (PTI) oraz Polskiego Towarzystwa Matematycznego (PTM).

### Praca zawodowa
Od 1999 jest prezesem zarządu warszawskiej spółki QED Software. Współzałożyciel i dyrektor naukowy (ang. chief scientist) w firmie Infobright Inc. (2005-2017). Od 2017 roku jest dyrektorem naukowym (ang. chief scientist) w Security On-Demand. W 2014 roku wspólnie z Andrzejem Januszem stworzył Knowledge Pit, platformę do organizowania konkursów data science.

### Publikacje naukowe
Redaktor ponad 20 książek, członek komitetów redakcyjnych i recenzent wielu czasopism naukowych. Założyciel i edytor serii Communications in Computer and Information Science (CCIS) wydawnictwa Springer Nature. Organizator, przewodniczący komitetów programowych i wykładowca plenarny wielu konferencji międzynarodowych, w tym Web Intelligence Congress. Swoje prace publikował w takich czasopismach jak m.in.: „Information Sciences", „Engineering Applications of Artificial Intelligence", „International Journal of Approximate Reasoning”, „Applied Artificial Intelligence", „International Journal of Hybrid Intelligent Systems”, „Theoretical Computer Science”, „Information Systems Frontiers", „Fundamenta Informaticae”, „Journal of Intelligent Information Systems” oraz „Journal of Management in Engineering”.